# سيف بن سلطان اليعربي
سيف بن سلطان اليعربي الملقب بـ«قيد الأرض» رابع أئمة الدولة اليعربية. تولى الحكم بعد وفاة أخيه بلعرب عام 1104 هـ (1692م)، واستطاع أن ينقذ ممباسا من يد البرتغاليين عام 1112 هـ، كما نقل مقر الحكم من نزوى التي بقيت حتى ذلك العام قاعدة للسطان إلى مسقط. ساهم في بناء العديد من القلاع والحصون في عمان.

## أعماله
لم تكن منجزات الإمام سيف الأول قاصرة على الميدان الحربي فقد اهتم بالزراعة فأكثر من تعمير الأفلاج وتوسع في زراعة النخيل حتى كان عند وفاته سنة 1123هـ (1711م) يمتلك ثلث بساتين النخيل في عمان كلها. كما اهتم بجلب نباتات من الخارج واستزرعها في الأراضي العمانية مثل الزعفران وقصب السكر وبعض أشجار العطور، فضلا عن جلب النحل من أفريقيا لزيادة إنتاج العسل.

## وفاته
توفي في الرستاق نحو عام 1123 هـ.

## الهوامش
1. ↑  "قيد الأرض". مؤرشف من الأصل في 2022-08-17.
2. 1 2  "قيد الأرض". جريدة الرؤية العمانية. 11 يونيو 2018. مؤرشف من الأصل في 2022-08-17. اطلع عليه بتاريخ 2023-06-24.
3. ↑  محمود شاكر (2000). ص 334
4. ↑  السعدون، خالد (2012). مختصر التاريخ السياسي للخليج العربي منذ أقدم حضاراته حتى سنة 1971. جداول للنشر والتوزيع، بيروت. ط 1